# Gresham's School

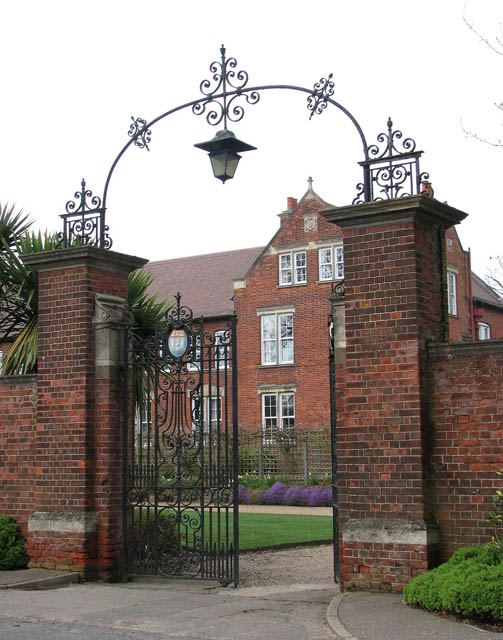
La porte principale de l'école

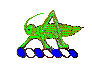
Criquet de Gresham

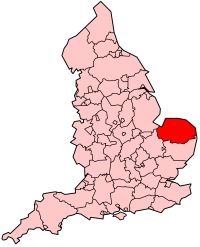
Comté du Norfolk

Gresham's School (École de Gresham, en français), est une prestigieuse école historique en Angleterre. Fondée en 1555, elle est située à Holt,  dans le Norfolk, près de la mer du Nord.
L'école accueille environ 730 élèves âgés de huit à dix-huit ans. Il s'agit d'un internat, mixte depuis 1973. Elle est l'une des écoles les plus chères de Grande-Bretagne : le prix complet pour une année scolaire est d'environ 21 000 livres sterling, ou 30 000 euros. Environ dix pour cent des élèves (y inclus les Holt Scholars) reçoivent une aide financière.

## Histoire
Cette école fut fondée en 1555 par Sir John Gresham.
En 1905, le principal George Howson conçut les nouveaux bâtiments de l'école, qui améliorèrent le logement des élèves.

## Quelques anciens élèves

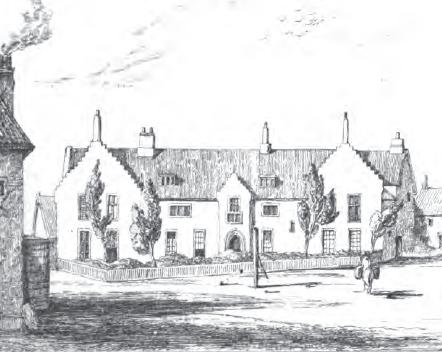
Old School House, Gresham's School, 1838

- Wystan Hugh Auden (1907–1973) – poète
- John Bradburne (1921–1979) – religieux avec titre de « vénérable »
- Sir Lennox Berkeley (1903–1989) – compositeur
- Tom Bourdillon (1924–1956) – alpiniste
- Gawain Briars (né 1958) – joueur de squash représentant l'Angleterre
- Benjamin Britten (1913–1976) – compositeur
- Peter Brook (né 1925) – réalisateur
- David Carnegie, 11th Earl of Northesk (1901–1963) – parlementaire et skeletoneur
- Erskine Childers (1905–1974) – Président d'Irlande
- Christopher Cockerell (1910–1999) – inventeur et ingénieur
- Norman Cohn (1915–2007) – historien et écrivain
- Olivia Colman (née 1974) – actrice
- Michael Culver (né 1938) – acteur
- Henry Daniell (1894–1963) – acteur
- James Dyson (né 1947) – inventeur et designer industriel
- Dennis Eagan (1926–2012) – joueur de hockey sur gazon
- Ralph Firman (né 1975) – pilote automobile
- Michael Fordham (1905–1995) – psychiatre et psychothérapeute
- Stephen Fry (né 1957) – acteur
- Stephen Frears (né 1941) – réalisateur
- Alfred Gissing (1896–1975) – écrivain et enseignant
- Cecil Graves (1892–1957) – codirecteur général de la BBC
- Sienna Guillory (née 1975) – actrice
- Alan Lloyd Hodgkin (1914–1998) – biophysicien, lauréat du Prix Nobel
- Gerald Holtom (1914–1985) – designer et artiste
- George Evelyn Hutchinson (1903–1991) – zoologue
- Julian Jarrold (né 1960) – réalisateur
- James Klugmann (1912–1977) – agent de renseignements, journaliste et écrivain
- David Lack (1910–1973) – ornithologue
- John Lanchester (né 1962) – journaliste et romancier
- Richard Leman (né 1959) – joueur de hockey sur gazon
- Donald Maclean (1913–1983) – espion
- Ben Mansfield (né 1983) – acteur
- Andy Mulligan (1936–2001) – joueur de rugby à XV
- Christopher Newbury (né 1956) – homme politique
- Ben Nicholson (1894-1982) – peintre et graveur
- John Pudney (1909–1977) – journaliste et écrivain
- Miranda Raison (née 1977) – actrice
- John Reith (1889–1971) – fondateur et directeur de la BBC
- Sebastian Shaw (1905–1994) – acteur
- Pat Symonds (né 1953) – ingénieur dans le domaine de la course automobile (Formule 1)
- Stephen Spender (1909–1995) – poète
- Heathcote Statham (1889–1973) – chef d'orchestre, compositeur et organiste
- Christopher Strachey (1916–1975) – pionnier de l'informatique
- Philip Toosey (1904–1975) – le célèbre colonel incarné dans le film Le Pont de la rivière Kwaï (1957)
- Ben Youngs (né 1989) – joueur de rugby à XV et international anglais
- Tom Youngs (né 1987) – joueur de rugby à XV et international anglais

## Source
- (en) Cet article est partiellement ou en totalité issu de l’article de Wikipédia en anglais intitulé « Gresham's School » (voir la liste des auteurs).